# Ettlinger Tor Karlsruhe
Het Ettlinger Tor Karlsruhe (in de volksmond ECE-Center) is een winkelcentrum van de in Hamburg gevestigde ECE Group dat in 2005 werd geopend in het stadscentrum van Karlsruhe.

## Beschrijving
Het wordt beschouwd als een van de grootste winkelcentra in een binnenstad in Zuid-Duitsland en biedt werk aan 1.000 mensen. Op een totale oppervlakte van 33.000 m² zijn ongeveer 130 winkels gevestigd en daarnaast zijn er op een oppervlakte van 4.000 m² horecagelegenheden. Het centrum bestaat uit een passage met een ruim 130 meter lang glazen gewelf en waarin aan weerszijden, verdeeld over drie verdiepingen, winkels zijn ondergebracht. Deze passage kruist het bebouwde stratenblok diagonaal van Ettlinger-Tor-Platz naar Friedrichsplatz.

## Verhaal

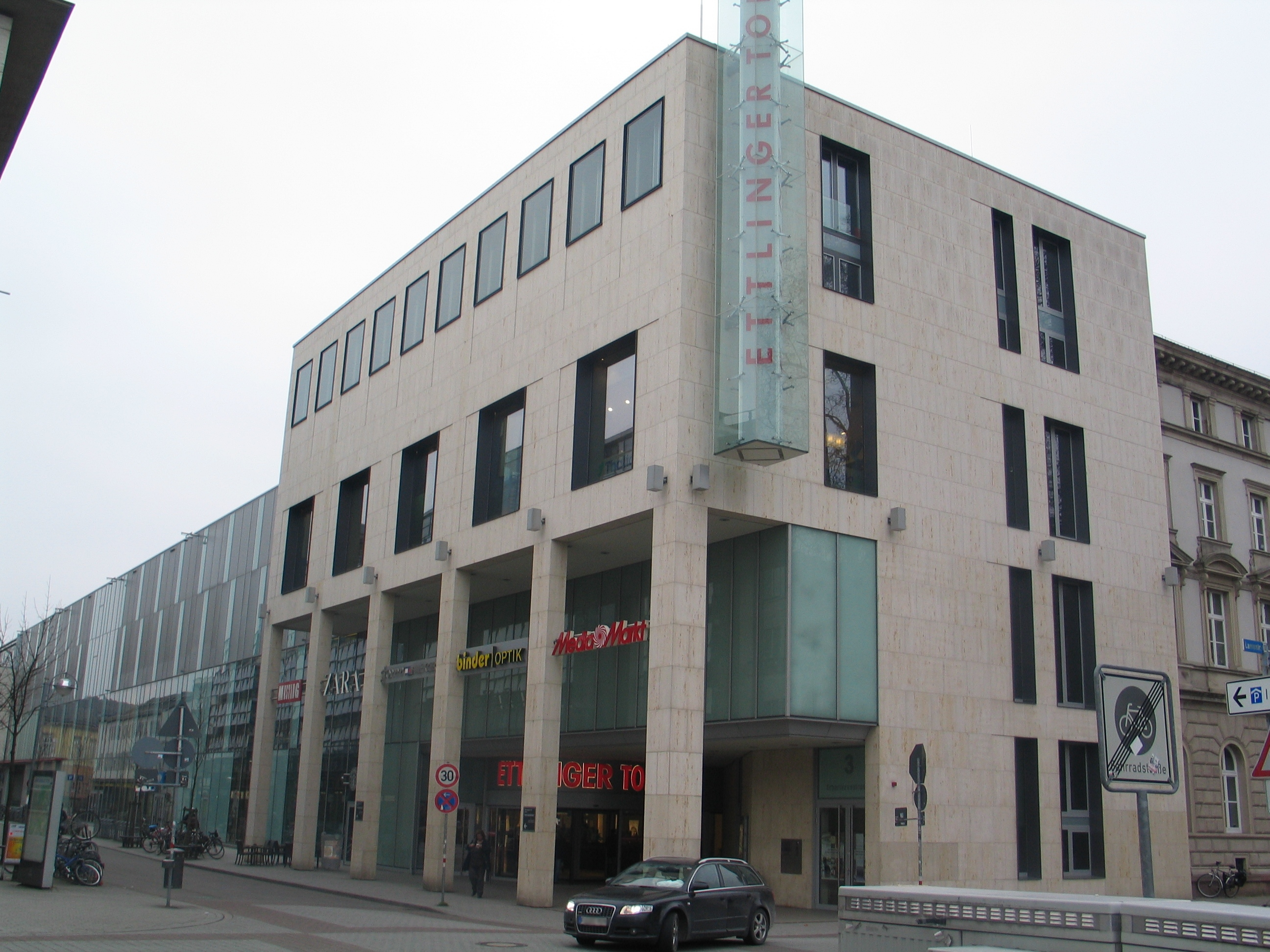
Toegang tot de Erbprinzenstraße

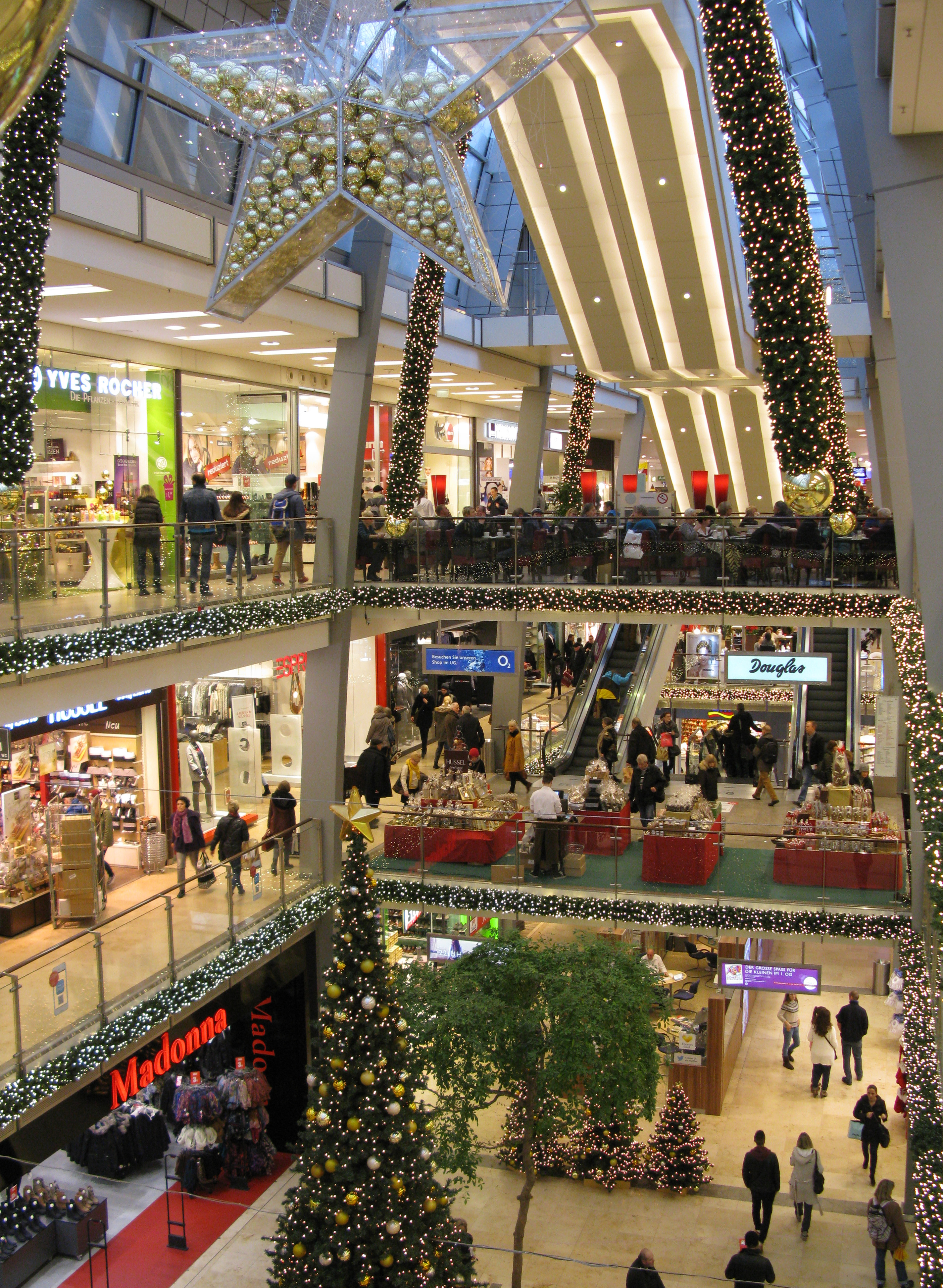
Binnenaanzicht tijdens Kerstmis

Het centrum is vernoemd naar de aangrenzende Ettlinger Tor, oftewel de Ettlinger-Tor-Platz. De Ettlinger-Tor-Platz is de naam voor de kruising van de meerbaansweg Kriegsstraße/B10 met de Ettlinger Straße/ Karl-Friedrich-Straße, waar ooit een zuidelijke stadspoort van Karlsruhe stond. De start van de bouw van het winkelcentrum vond plaats op 17 juni 2003. De Friedrich List-school moest voor de bouw worden gesloopt en werd elders herbouwd. Ook werd een deel van het voormalige federale spoorwegdirectoraat Karlsruhe, het Hotel Friedrichshof, twee kleinere gebouwen en het Kammertheater Karlsruhe, dat sinds 1985 in een monumentaal pand aan de Rondellplatz is gehuisvest, gesloopt. De buitengevel van het gebouw werd behouden en geïntegreerd in het winkelcentrum. De topceremonie vond plaats op 15 september 2004, na een jaar bouwen.
Na ruim twee jaar werd het winkelcentrum op 7 september 2005 geopend in aanwezigheid van de premier van Baden-Württemberg, Günther Oettinger.
In 2007 ontving het winkelcentrum een “ICSC European Shopping Center Award” in de groottecategorie “Medium”. 
Van voorjaar 2015 tot najaar 2016 zijn grote delen van het winkelcentrum gemoderniseerd.

## Metrostation
Op 11 december 2021 kreeg het centrum een eigen toegang in de kelder naar het metrostation Ettlinger Tor als onderdeel van de gecombineerde oplossing. Tramlijn 2 en de lightraillijnen S1, S11, S4, S52, S7 en S8 rijden daar op twee sporen.
Daarnaast werd er een ondergrondse aftakking gebouwd van de Karoline-Luisetunnel naar de parkeergarage van het winkelcentrum, die in oktober 2022 werd geopend.